# Marco Küntzel
Marco Küntzel (Ludwigslust, 22 gennaio 1976) è un allenatore di calcio ed ex calciatore tedesco, di ruolo attaccante.

## Palmarès

### Giocatore

#### Competizioni nazionali
- Campionato tedesco di seconda divisione: 1

Hansa Rostock: 1994-1995